# هایدن تامپسون
هایدن تامپسون (انگلیسی: Hayden Thompson؛ زادهٔ ۵ مارس ۱۹۳۸) یک موسیقی‌دان اهل ایالات متحده آمریکا است. وی از سال ۱۹۵۳ میلادی تاکنون مشغول فعالیت بوده‌است.